# Better Than Chocolate
Better than chocolate és una pel·lícula canadenca de 1999, pertanyent al gènere de la comèdia romàntica LGBT, dirigida per Anne Wheeler i rodada a Vancouver. El nom de la pel·lícula prové de la cançó de Sarah McLachlan de l'àlbum "Ice Cream", Your love is better than chocolate (El teu amor és millor que la xocolata). Veena Sood, la germana del marit de McLachlan (Ashwin Sood), té un petit paper com una manifestant religiosa.

## Argument
La pel·lícula ens mostra a Maggie (Karyn Dwyer), una jove que recentment s'ha independitzat i ha trobat la dona dels seus somnis, a Kim (Christina Cox). Tanmateix, les coses canvien bruscament quan el germà i la mare de Maggie, Lila (Wendy Crewson), han de mudar-se per necessitat al seu petit loft. Maggie creu haver perdut la seva llibertat i espai, i decideix mantenir la seva relació amb Kim en secret. Però és precisament aquesta relació clandestina la que sense voler introdueix la família de Maggie a una sèrie d'experiències noves, les quals són millors que la xocolata. El repartiment també inclou a Ann-marie Macdonald, que interpreta a Frances, la propietària d'una llibreria lèsbica (on treballa Maggie) que intenta fer front a la censura, mentre que Peter Outerbridge interpreta a Judy, una transsexual enamorada secretament de Frances.
La pel·lícula va aconseguir nombrosos premis en festivals de cinema al voltant del món, i va obtenir el lloc número 31 del rànquing de les 200 millors pel·lícules independents de la llista de 1999 del Hollywood Reporter. És una de les pel·lícules canadenques que més èxit ha aconseguit en taquilla segons la pàgina web del Festival Internacional de Cinema de Canes.

## Repartiment
- Karyn Dwyer: Maggie
- Christina Cox: Kim
- Wendy Crewson: Lila
- Ann-Marie MacDonald: Frances
- Marya Delver: Carla
- Kevin Mundy: Paul
- Tony Nappo: Tony
- Jay Brazeau: Mr. L.B. Marcus
- Beatrice Zeilanger: Bernice
- Peter Outerbridge: Judy